# Skinheads Against Racial Prejudice

Símbolo da Skinheads Against Racial Prejudice (SHARP)

Skinheads Against Racial Prejudice (skinheads contra o preconceito racial) ou SHARP é uma organização anti-racista que não está envolvida com partidos e organizações políticas, formada por skinheads.

## História
Em 1986, um grupo de Minneapolis chamado Skinheads Against Racism (skinheads contra o racismo) deu origem ao projeto Anti-Racist Action (ação anti-racista) para congregar skinheads na luta contra o racismo e a xenofobia.
Inspirados na ideia, um grupo de skinheads de Nova Iorque fundou a organização SHARP, organizada em sedes regionais. Embalados pelo hardcore punk americano, tinham mais um sentido de unidade do que de revival da cultura skinhead, bandas como Iron Cross e Agnostic Front foram influência e conseqüência de sua formação, inclusive esteticamente. Notou-se também a influência do hardcore punk e a presença de Straight Edges na SHARP, assim dando origem ao skin edge.
Os SHARPs pregam a distância da cultura skinhead dos partidos e organizações políticas extremas, sejam elas de direita ou de esquerda e pregam uma atitude positivamente anti-racista, num argumento de lógica, já que sem o ska e os rude boys jamaicanos, os skinheads nem existiriam. Estão mais voltados para o lado de seu convívio social no dia-a-dia, que inclui não somente estereótipos como punk ou skinhead, mas também uma unidade social e urbana.

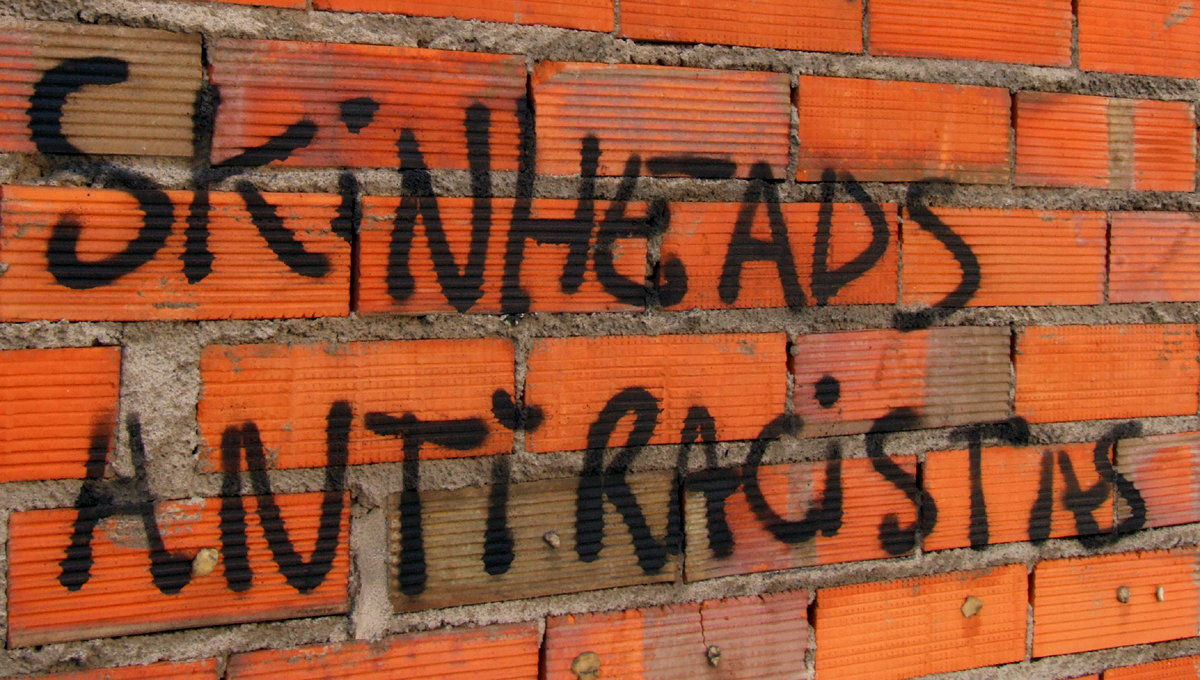

Essas posições têm o objetivo de diferenciar skinheads não-racistas que sempre foram a maioria, de skinheads racistas (conhecidos como boneheads), evitando assim a generalização da cultura skinhead como racista. Outros objetivos são "informar a opinião pública sobre a verdadeira cultura skinhead, desmascarar os impostores boneheads e expulsá-los dos bairros por todos os meios necessários".
Roddy Moreno, vocalista da banda galesa The Oppressed, conheceu a ideia ao visitar Nova Iorque em 1988 divulgando-a e incentivando a criação de secções na Europa.

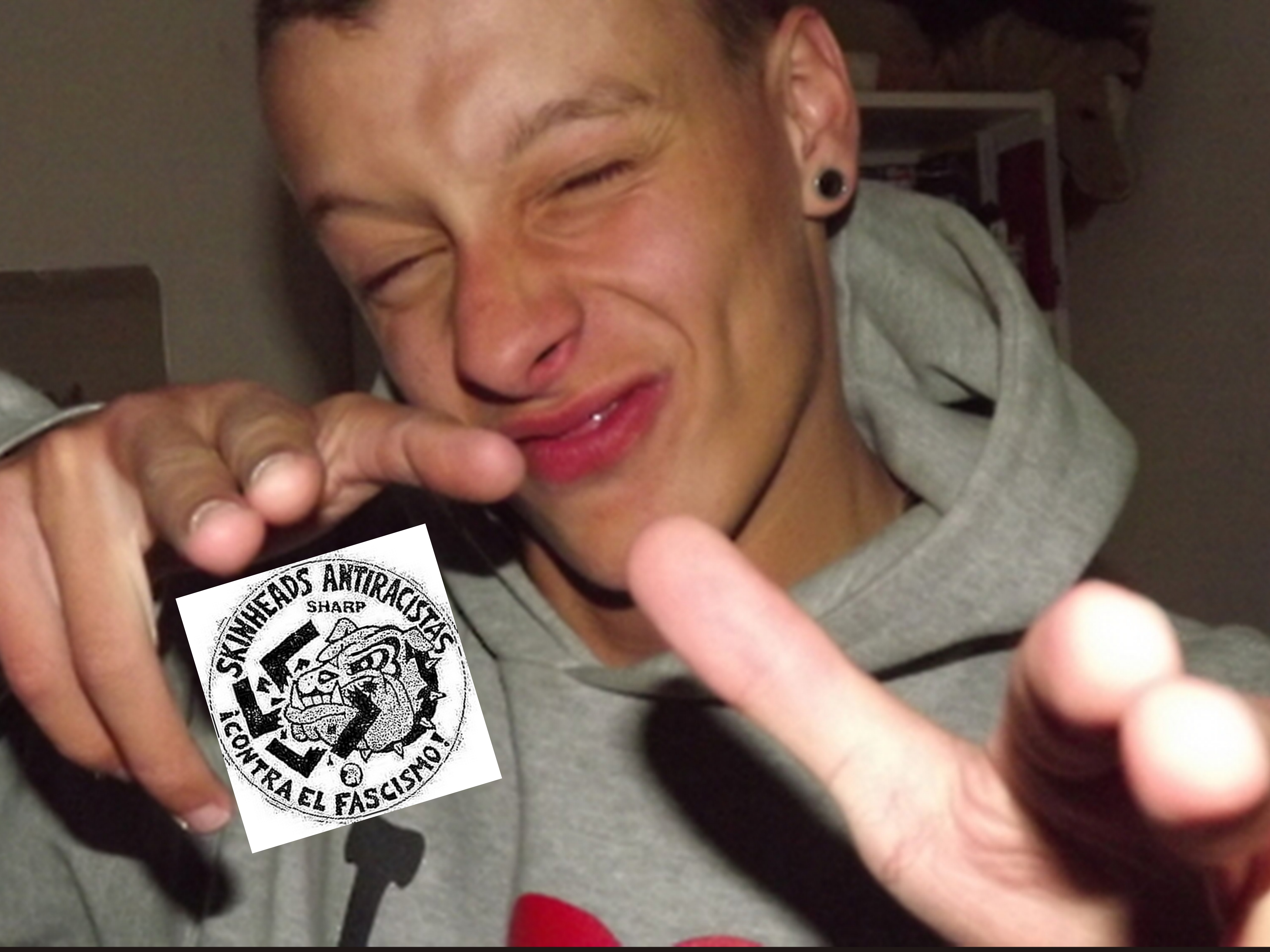
DOUBLE

Devido a posição da SHARP de se distanciar de políticas de esquerda, em 1993 ocorreu uma divisão que deu origem aos RASH (Red and Anarchist Skinheads).
Atualmente a SHARP é mais uma designação pessoal de uma atitude anti-racista, existem pessoas que se afirmam SHARPs sem serem filiados a uma secção. No Brasil, existem algumas secções SHARP atuando de forma organizada desde o começo do século XXI, como no caso do SHARP FORTALEZA/CEARÁ, há uma secção SHARP organizada desde o final de 2010, início de 2011 - A SHARP BRASIL, que pretende falar em nome de todos os "SHARP-skins" do Brasil, porém, refletem a realidade e sentimentos próprios da secção da cidade de São Paulo com todos os seus problemas de compreensão da cultura skinhead e dos ideais que dizem seguir. Em Portugal, a SHARP tem uma secção desde 1995.